# Cololejeunea calcarea
Cololejeunea calcarea ist eine Lebermoos-Art aus der Familie Lejeuneaceae. Deutsche Namen sind Glattes Kalklappenmoos, Echtes Kalklappenmoos oder Gewöhnliches Kalklebermoos.

## Merkmale
Cololejeunea calcarea bildet sehr zarte gelbgrüne Überzüge an Kalkfelsen. Die Pflanzen sind wenige Millimeter lang und unregelmäßig verzweigt. Die Äste sind etwa 0,3 Millimeter breit. Die Blätter sind zweilappig, der Oberlappen eiförmig und zugespitzt, der halb so große Unterlappen ist auch eiförmig, oben aber quer gestutzt und mit einem ein- oder zweizelligen Zahn versehen. Die Laminazellen des Oberlappens weisen kegelförmig vorspringende Zellwände auf, die Zellen des Unterlappens sind glatt. An der Verwachsungsstelle des Unterlappens mit dem Stämmchen befindet sich ein als Stylus bezeichneter einzellreihiger, zwei bis vier Zellen langer Fortsatz. Unterblätter fehlen.
Die Geschlechterverteilung ist autözisch. Männliche und weibliche Gametangienstände befinden sich jeweils am Ende von langen Ästen. Die männlichen Hüllblätter sind in drei oder vier Paaren dachziegelig angeordnet und den Flankenblättern ähnlich. Das Perianth ist umgekehrt birnförmig, oben stumpf fünfkantig und später in fünf Lappen aufreißend. Sporogone gibt es mehr oder weniger selten. Scheibenförmige Brutkörper sind öfters vorhanden.

## Standortansprüche
Das Moos siedelt an frischen bis feuchten oder zeitweilig nassen, schattigen Kalkfelsen, selten auf kalkhaltigem Silikatgestein, weiters auch epibryisch auf anderen Moosen.

## Verbreitung
Die subozeanisch-montan verbreitete Art kommt in West- und Zentraleuropa, im nördlichen Südeuropa, im westlichen Nordeuropa, in Makaronesien, in der Türkei und im Kaukasus vor.
In Deutschland ist sie in den Kalkgebirgen Süddeutschlands verbreitet und nach Norden zu selten, in Österreich ist sie in den Nord- und Südalpen verbreitet, sonst zerstreut bis sehr selten. Der Lebensraum reicht hier von submontanen bis alpinen Höhenlagen.